# Tatjana Ždanoka

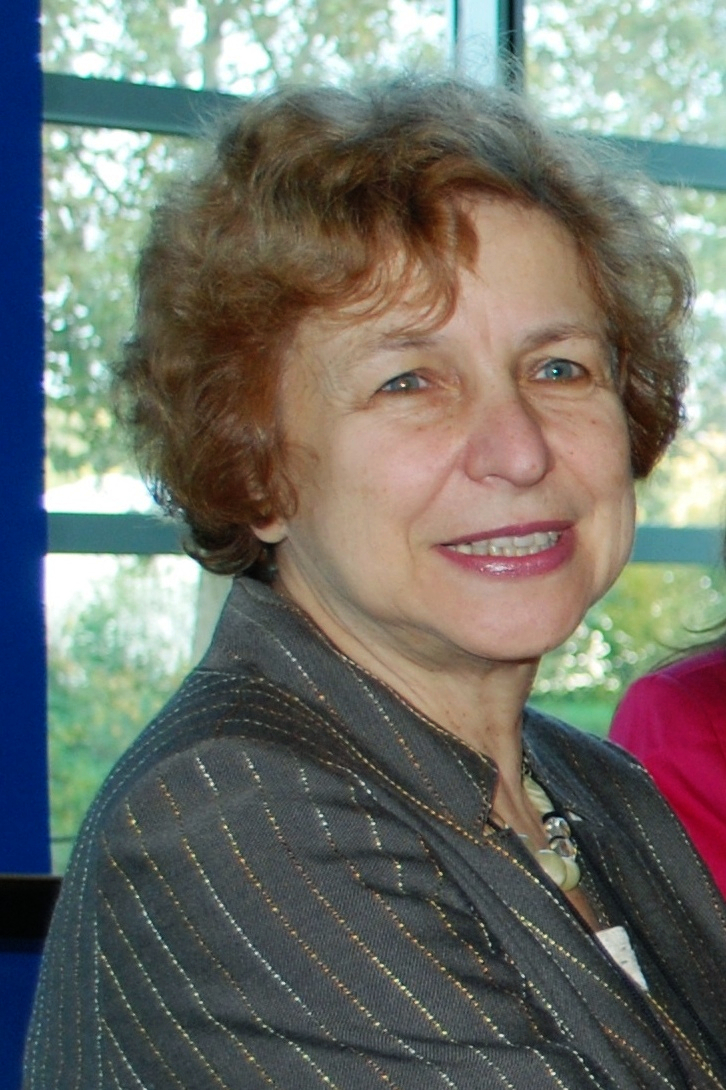
Tatjana Ždanoka (2012)

Tatjana Ždanoka, geborene Hessina (* 8. Mai 1950 in Rīga; russisch Татья́на Арка́дьевна Ждано́к auch Tatiana Shdanoka) ist eine lettisch-russische Mathematiklehrerin und Politikerin. Ždanoka ist seit Ende der 1980er Jahre politisch aktiv und setzte sich gegen die Wiederherstellung der Unabhängigkeit Lettlands ein. Von 2004 bis 2018 und von 2019 bis 2024 war sie für die Partei Par cilvēka tiesībām vienotā Latvijā (PCTVL, Für Menschenrechte im vereinten Lettland) bzw. nach deren Umbenennung für Lettlands Russische Union Mitglied im Europäischen Parlament und gehörte zur Fraktion Grüne/EFA. Nachdem sie als Einzige ihrer Fraktion den russischen Überfall auf die Ukraine nicht verurteilt hatte, suspendierte die Fraktion am 8. April 2022 ihre Mitgliedschaft. Nach Vorwürfen, dass sie seit mindestens 2004 mit dem russischen Geheimdienst FSB in Verbindung stand, schloss die Fraktion sie am 15. Februar 2024 endgültig aus.

## Ausbildung
Tatjana Ždanoka wurde am 8. Mai 1950 als Tatjana Hessina in einer jüdisch-russischen Familie in Riga geboren. Ihr Vater, Arkadi Hessin, war Marineoffizier und später als Mitarbeiter des Lettischen Fernsehens tätig. Ždanoka besuchte die Rigaer Sekundarschulen 15 und 17, anschließend studierte sie Physik und Mathematik an der Staatlichen Universität Lettlands (LVU). Nach ihrem Abschluss absolvierte sie Postgraduiertenkurse am LVU-Postgraduiertenkolleg und 1972 an der Universität Montpellier. Von 1972 bis 1990 unterrichtete sie Mathematik an der LVU. Sie promovierte 1992 in Mathematik.

## Politik

### Politisches Engagement in Lettland
1988 ging Ždanoka in die Politik, kurzzeitig in der Latvijas Tautas Fronte, dann als eine der Führerinnen der konkurrierenden Internationalen Front Lettlands (Interfront), die sich gegen die Unabhängigkeit Lettlands richtete. Anatol Lieven zählt sie zu den sowjetischen Loyalisten in der lettischen Politik. 1989 wurde Ždanoka in den Rigaer Stadtrat gewählt. Im März 1990 wurde sie in den Obersten Sowjet der Lettischen SSR gewählt. An der Abstimmung zur Unabhängigkeitserklärung Lettlands am 4. Mai 1990 nahm sie nicht teil. Am 21. August 1991 stimmte sie gegen die Annahme der neuen Verfassung Lettlands.
1992, nach der Unabhängigkeit Lettlands, gründete sie das Lettische Menschenrechtskomitee (Latvijas Cilvēktiesību komiteja), das sie von 1995 bis 2004 auch leitete. Ebenfalls engagierte sich Ždanoka in der „Bewegung für Gleichberechtigung und soziale Gerechtigkeit“, die sich 1996 zur Partei Līdztiesība der russischstämmigen Minderheit formte. Von 1997 bis 1997 gehörte sie als deren Abgeordnete dem Rigenser Stadtrat an. Bis zur Auflösung der Partei 2007 hatte sie den Parteivorsitz inne.
Ždanoka versuchte mehrfach für die Saeima, das lettische Parlament, zu kandidieren. Sie wurde jedoch nicht zur Wahl zugelassen. Denn Politiker, die auch nach dem 20. Januar 1991, als „Spezialkräfte“ des sowjetischen Innenministeriums vergebens versucht hatten, die lettische Unabhängigkeitsbewegung niederzuschlagen, der lettischen Kommunistischen Partei angehörten, blieben von Wahlen zur Saeima ausgeschlossen. Dagegen klagte Ždanoka vor dem Europäischen Gerichtshof für Menschenrechte. Während des laufenden Verfahrens beschloss die Saeima, den früheren Mitgliedern der kommunistischen Partei bei der Europawahlen keine Beschränkungen mehr aufzuerlegen. Ždanoka gewann am 17. Juni 2004 in erster Instanz ihren Prozess gegen Lettland. Der lettische Staat ging mit der Begründung, seine Situation im Übergang von einer totalitären Herrschaft sei nicht ausreichend gewürdigt worden, in Berufung. Am 16. März 2006 urteilte der Europäische Gerichtshof für Menschenrechte mit 13 gegen 4 Stimmen, dass Ždanokas Rechte nicht verletzt worden seien.

### Europaparlament

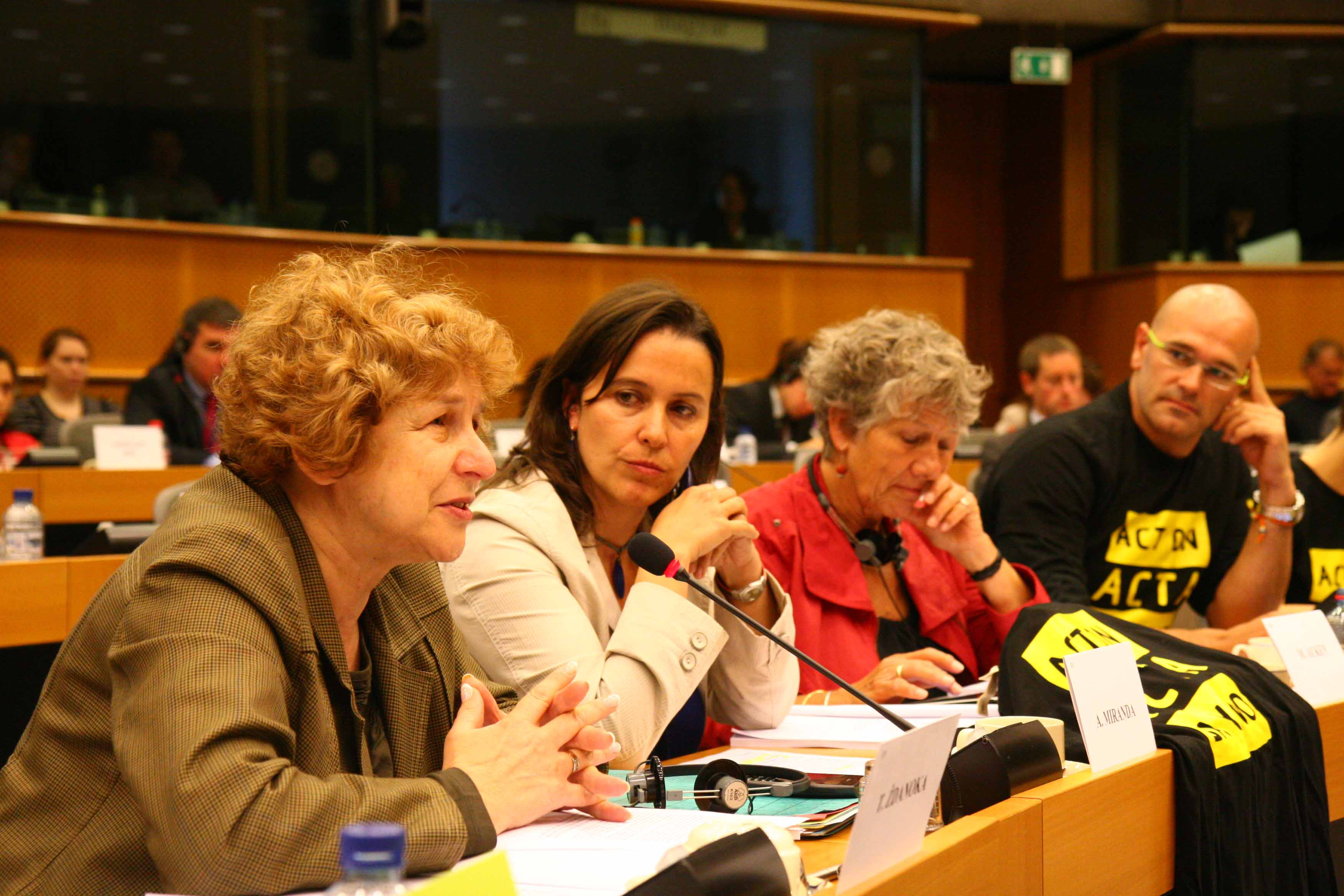
Tatjana Ždanoka äußert sich zum ACTA-Abkommen im Petitionsausschuss (2012)

Nachdem es Tatjana Ždanoka mehrmals nicht möglich bzw. gelungen war, in das lettische Parlament einzuziehen, kandidierte sie bei der Europawahl 2004, an der Lettland als neues EU-Mitglied erstmals teilnahm. Mit 10,7 Prozent der Stimmen gewann ihre Partei, Par cilvēka tiesībām vienotā Latvijā (PCTVL), eines der neun lettischen Mandate. In ihrer ersten Legislaturperiode gehörte sie dem Ausschuss für bürgerliche Freiheiten, Justiz und Inneres ein und war stellvertretendes Mitglied in den Ausschüssen für auswärtige Angelegenheiten (2004–2007), für Menschenrechte (2004–2009), für Beschäftigung und soziale Angelegenheiten (2007–2009) und im Petitionsausschuss (2007–2009).
Bei der Europawahl 2009 verteidigte sie ihr Mandat mit 9,7 Prozent der Stimmen. Nach Angaben der lettischen Denkfabrik ReBaltica bekam Ždanoka bei ihrer Wahlkampagne 2009 finanzielle Unterstützung vom Putin-Vertrauten Georgij Muradow, der nach der Annexion der Krim 2014 zum „stellvertretenden Ministerpräsidenten“ der Krim ernannt wurde. Ždanoka wies die Vorwürfe zurück, Muradow habe lediglich Geld für Kerzen gespendet. Vom Präsidium des Parlamentes wurde sie mehrfach gemaßregelt, weil sie den für Abgeordnete geltenden Code of Conduct nicht einhielt. Sie gehörte dem Ausschuss für bürgerliche Freiheiten, Justiz und Inneres sowie dem Petitionsausschuss an und war stellvertretendes Mitglied weiterer Ausschüsse: für Beschäftigung und soziale Angelegenheiten (2009–2014), für Verkehr und Fremdenverkehr (Januar bis Juni 2012) und für Binnenmarkt und Verbraucherschutz (Juni bis Dezember 2012). Die Stiftung Russki Mir unterstützte Ždanokas Veranstaltungen, sie soll der Politikerin nach Angaben der Denkfabrik ReBaltica etwa 30.000 Euro gezahlt haben. Ždanoka stimmte im EU-Parlament wiederholt gegen ihre eigene Fraktion. So unterstützte sie die Annexion der Krim durch Russland sowie den russischen Angriff in der Ostukraine 2014 und lehnte die beschlossenen Sanktionen gegen Russland ab.
Zur Europawahl 2014 trat Ždanoka erneut an, ihre Partei hatte sich zwischenzeitlich in „Lettlands Russische Union“ umbenannt. Sie wurde mit 6,4 Prozent der Stimmen wiedergewählt. In der folgenden Legislaturperiode war sie Mitglied im Ausschuss für Beschäftigung und soziale Angelegenheiten (2014–2018) sowie im Petitionsausschuss (2014–2018). Am 4. März 2018 legte Ždanoka ihr Mandat nieder, da sie für die Parlamentswahl in Lettland 2018 kandidieren wollte. Ihr folgte der Listenplatzzweite Miroslavs Mitrofanovs. Gemäß der genannten gesetzlichen Regelung ließ die lettische Wahlkommission auch 2018 Ždanoka nicht als Kandidatin für die Saeima zu.
Daraufhin ließ sich Ždanoka für die Europawahl 2019 erneut aufstellen und wurde mit 6,2 Prozent der Stimmen gewählt. Sie war wiederum Mitglied im Ausschuss für Beschäftigung und soziale Angelegenheiten sowie im Petitionsausschuss und stellvertretendes Mitglied im Ausschuss für bürgerliche Freiheiten, Justiz und Inneres.
Bei der Europawahl 2024 war ihre inzwischen in „Centra Partija“ umbenannte Partei mit nur noch 1,7 Prozent der Stimmen erfolglos und blieb ohne Mandat.

### Politische Positionen
Tatjana Ždanoka übt eine „russlandfreundliche“ Politik und stimmte im Europäischen Parlament häufig gegen Beschlüsse des Parlaments, die die Politik Russlands verurteilten. Vor allem seit Beginn der Annexion der Krim 2014 durch Russland vertrat Ždanoka Positionen, die sowohl ihrer Fraktion wie der Mehrheit des Parlaments widersprachen. Ždanoka wird nachgesagt, enge Kontakt zur russischen Politik zu pflegen und von dieser Unterstützung zu erhalten. Auch wenn sie, nach eigener Aussage, der europäischen Integration und dem Beitritt Lettlands positiv gegenüber steht, behauptet Ždanoka, dass Osteuropa nur als „Absatzmarkt“ der Europäischen Union genutzt werden würde.
Im Jahr 2014 nahm Ždanoka an dem umstrittenen Krim-Referendum als „internationale Beobachterin“ an einer von der Europäischen Union finanzierten Reise teil. Der Pressesprecher des lettischen Außenministeriums wies darauf hin, dass sie keinerlei Mandat besaß, Lettland oder die EU während ihres Besuchs auf der Krim bei der Beobachtung des Referendums zu vertreten. Ihre Unterstützung des Ergebnisses des Referendums für den Beitritt der Krim zu Russland und andere Äußerungen wurden vom Präsidenten des Europäischen Parlaments Martin Schulz als „völlig widersprüchlich zur Position des Europäischen Parlaments und der EU“ kritisiert. Schulz sagte, sie habe „absolut kein Recht und schon gar kein Mandat dieses Parlaments, solche Äußerungen in seinem Namen zu machen“. Ždanoka antwortete mit dem Hinweis, dass Schulz „genau wie sie“ eine Europaabgeordnete sei und dass nur ihre Wähler ihr sagen könnten, was sie tun solle. Die Ko-Vorsitzende der Grünen/Freie Europäische Allianz, Rebecca Harms, bezeichnete Ždanokas Handlungen und Äußerungen als „völlig inakzeptabel“ und „in völligem und direktem Widerspruch zu der sehr klaren Position, die die Fraktion der Grünen/EFA in dieser Frage von Anfang an eingenommen hat“, und forderte die Freie Europäische Allianz auf, Ždanoka aus ihren Reihen auszuschließen. Die Forderung der Ko-Vorsitzenden Harms fand jedoch keine Mehrheit in der Fraktionsgruppe der Freien Europäischen Allianz.
Am 11. März 2014 organisierten Ždanoka und ihre Partei vor der Vertretung der Europäischen Kommission in Riga eine Kundgebung, an der etwa 200 Personen teilnahmen, die ihre Unterstützung für die Annexion der Krim durch Russland zum Ausdruck brachten. Im Mai des gleichen Jahres schlug Ždanoka dem Europäischen Rat vor, den rechten Sektor des ukrainischen politischen Blocks als „terroristische Organisation“ einzuordnen.
Im Jahr 2016 stimmte Ždanoka gegen die Entschließung des Europäischen Parlaments vom 23. November, die den Einsatz von Desinformation und Propaganda durch Russland und islamistische Terrororganisationen verurteilte und eine Stärkung der East StratCom Task Force der EU sowie mehr Investitionen in Bewusstseinsbildung, Bildung, Online- und lokale Medien, investigativen Journalismus und Informationskompetenz forderte. Vor der Abstimmung verteilte sie einen Brief an andere Abgeordnete des Europäischen Parlaments, in dem sie feststellte, dass die Resolution „alle roten Linien“ überschreite und dass sich Russlands staatlich geförderte Nachrichten- und Informationskanäle nicht von westlichen Medien unterschieden, die „mit zweierlei Maß messen“, und empfahl ihnen, Russia Today selbst anzuschauen und sich eine eigene Meinung über den Fernsehsender zu bilden. Eine von der EU bezahlte Dienstreise von Ždanoka zusammen mit den Abgeordneten Yana Toom und Javier Couso Permuy zu einem Treffen mit dem syrischen Präsidenten Assad erregte wiederum Empörung.
Der lettische Europaabgeordneter Kārlis Šadurskis erstatte bei der lettischen Staatsanwaltschaft Strafanzeige, um gegen Ždanoka wegen Untergrabung des lettischen Staates bei ihrer Unterstützung für Russland zu ermitteln. In seiner Anzeige wies Šadurskis auf ihre Teilnahme an Veranstaltungen hin, die von „Essence of Time“ organisiert wurden, die sich für die Wiederherstellung der UdSSR einsetzen. Die Anzeige wurde jedoch fallen gelassen, da Ždanokas Handeln nicht strafbar war.
Wegen Ždanokas Äußerungen bei einer von ihr im Europäischen Parlament organisierten Diskussion, bei der sie die Situation ethnisch russischsprachiger Russen und Russisch sprechender Personen in Lettland mit den Juden vor dem Zweiten Weltkrieg verglich, leitete die Polizei am 5. März 2019 ein Strafverfahren wegen Aufstachelung zu ethnischem Hass ein. Die Ermittlungen wurden 2020 eingestellt, da durch Ždanokas Äußerungen keine Straftat vorlag.
Im Jahr 2020 wurde Ždanoka zusammen mit ihren Parteimitgliedern Miroslavs Mitrofanovs und Andrejs Mamikins in die Datenbank der Europäischen Plattform für demokratische Wahlen aufgenommen, die „voreingenommene Beobachter“ zur Unterstützung umstrittener und manipulierter Wahlen in Russland und der besetzten Ukraine auflistet.
Am 1. März 2022 stimmte Ždanoka – gemeinsam mit zwölf weiteren Abgeordneten – gegen die mit 637 Stimmen angenommene Entschließung des Europäischen Parlaments bezüglich des russischen Überfalls auf die Ukraine. Daraufhin verließ sie am 1. April 2022 die Fraktion.

## Privat
Tatjana Ždanoka war seit 1975 mit Aleksandrs Ždanokas verheiratet, ist seit 1988 geschieden und hat keine Kinder.